# Rodrigo Noriega
Rodrigo Noriega es un futbolista mexicano. Jugó para el Club Deportivo Guadalajara de 1950 a 1953. Durante su estancia en las Chivas anotó 14 goles. 

## Clubes
| Club        | País   | Año         |
| ----------- | ------ | ----------- |
| Guadalajara | México | 1950 - 1953 |